# 845 Naema
845 Naema је астероид главног астероидног појаса са пречником од приближно 54,36 .
Афел астероида је на удаљености од 3,130 астрономских јединица (АЈ) од Сунца, а перихел на 2,748 АЈ. 
Ексцентрицитет орбите износи 0,064, инклинација (нагиб) орбите у односу на раван еклиптике 12,630 степени, а орбитални период износи 1840,725 дана (5,039 година). 
Апсолутна магнитуда астероида је 9,70 а геометријски албедо 0,078.
Астероид је откривен 16. новембра 1916. године.